# Graduados
Graduados Argentina a fost o telenovelă care a fost difuzată în anul 2012 de canalul de televiziune Telefe. Nancy Dupláa și Daniel Hendler au fost actorii principali.

## Actori principalii
- Nancy Dupláa - Maria Laura Falsini
- Daniel Hendler - Andrés Goddzer
- Isabel Macedo - Jimena Benites / Patricia Longo
- Luciano Cáceres - Pablo Cataneo
- Julieta Ortega - Veronica Diorio
- Paola Barrientos - Victoria Lauria
- Mex Urtizbere - Benjamin Pardo